# Estancia (islas Malvinas)
Estancia o Casa Estancia (en inglés: Estancia House Settlement) es un establecimiento de la isla Soledad en las islas Malvinas ubicado en la costa sur de la bahía de la Maravilla, al oeste del cerro Vernet, al noroeste del monte Kent y cerca del río de piedra Princess Street y de la ruta que une Puerto Argentino/Stanley con Puerto Soledad. Posee algunas viviendas y galpones y es sede de una granja de cría de ovejas. Es uno de los varios topónimos de origen gauchesco del inglés malvinense.
Durante la guerra de las Malvinas en 1982 fue ocupado por un Regimiento de Paracaidistas del Ejército Real.